# M.A.C.H.: Maneuverable Armed Computer Humans
M.A.C.H.: Maneuverable Armed Computer Humans è un videogioco sparatutto a scorrimento fantascientifico pubblicato nel 1987 per Commodore 64, primo prodotto dell'azienda danese Starvision (più tardi autrice di Oswald).
La rivista Zzap!64 35 lo giudicò simile a Last Mission, ma poco interessante e molto difficile, mentre ottenne ottime recensioni sulle danesi IC RUN e COMputer. Starvision mise in palio un Amiga per chi riusciva a completare il gioco.

## Trama
L'enorme robot Nektron ha sottomesso con la sua flotta tre pianeti. I protagonisti sono uno o due membri della squadra M.A.C.H. - Maneuverable Armed Computer Humans (traducibile "umani computerizzati armati maneggevoli"), combattenti dotati di super tute che permettono di volare e sparare laser. Dovranno sconfiggere le forze di Nektron, rappresentate da vari tipi di velivoli robotici, volando sulle superfici dei tre pianeti. Il primo pianeta ha l'aspetto di una città con grattacieli, il secondo ha un paesaggio lunare e il terzo tecnologico; infine si affronta Nektron stesso.

## Modalità di gioco
Uno o due giocatori in cooperazione simultanea controllano un M.A.C.H. su uno scenario bidimensionale visto dall'alto, con scorrimento libero in tutte le direzioni. I M.A.C.H. possono muoversi e sparare in tutte le otto direzioni e hanno una scorta limitata di smart bomb. I nemici, di 23 tipi in tutto, arrivano volando da ogni lato, spesso in formazione. L'obiettivo in ogni pianeta in particolare è distruggere un certo numero di Vacilator e di Gyphon, dopodiché appare l'astronave boss del livello.
Il M.A.C.H. ha una sola vita e una barra di energia, che diminuisce al contatto con i nemici o i loro proiettili. Distruggendo le astronavi Carrier dei vari colori o le formazioni intere di Scout si ottengono differenti power-up da raccogliere: ricariche di energia e di smart bomb e quattro nuove attrezzature che possono essere l'arma Mega Blaster, il fuoco a ripetizione, il super scudo o il missile Penetrator.
Un pannello di controllo sul bordo inferiore dello schermo mostra le varie informazioni di stato, nonché le coordinate XY dell'attuale posizione su tutta l'area di gioco e l'icona del prossimo tipo di nemico in avvicinamento.